# Culicoides jouberti
Culicoides jouberti är en tvåvingeart som först beskrevs av Huttel, Huttel och Verdier 1953.  Culicoides jouberti ingår i släktet Culicoides och familjen svidknott.
Artens utbredningsområde är Gabon. Inga underarter finns listade i Catalogue of Life.